# Łozowica (Wólka Husińska)
Łozowica – część wsi Wólka Husińska w Polsce, położona w województwie lubelskim, w powiecie zamojskim, w gminie Krasnobród.
W latach 1975–1998 Łozowica administracyjnie należała do województwa zamojskiego.